# UGC 39
UGC 39 es una galaxia espiral localizada en la constelación de Casiopea.